# 하동 쌍계사 팔상전 팔상탱
하동 쌍계사 팔상전 팔상탱(河東 雙磎寺 八相殿 八相幀)은 경상남도 하동군, 쌍계사 팔상전에 있는 조선시대의 불화이다. 2003년 2월 3일 대한민국의 보물 제1365호로 지정되었다.
“도솔래의상(兜率來儀相)”으로부터 “쌍림열반상 (雙林涅槃相)”에 이르기까지 모두 여덟 폭이며 각 폭마다 동일하게 하단에 화기를 갖추었는데, '雍正 6年'이라는 조성연대와‘一禪·後鏡·明淨·最 祐·元敏·處英·信英·永浩’등의 화원을 명기하고 있어 1728년 8명의 화승들이 참여하여 조성되었음을 알 수 있다. 패널형식의 각 폭 모두 주요 내용만을 중점적으로 나타낸 간단한 구도로, 건물의 위치 및 형태와 구조, 이야기의 전개방식과 내용, 장면 구분방법, 인물과 경물의 배치와 표현에 이르는 구성이 3년 앞서 1725년에 그린 《순천 송광사 팔상도》와 비교할 때 색채만 약간 다를 뿐 거의 같은 도상을 보여주고 있어 동일본을 사용하여 그렸음이 짐작된다.
각 폭의 장면은 건물과 구름·나무·산을 이용하여 구분짓고, 각 장면마다 이에 따른 내용을 적어 놓고 있어 그림을 이해하기에 쉽다는 특징이 있다. 그 가운데에서도 각 상에 빠지지 않고 등장하는 수목의 표현은 도식적이지 않고, 일반회화 속의 나무와도 같아 매우 자연스럽고 사실적이다.
현존하는 석가팔상도 가운데 용문사본(1709년)에 이어 비교적 제작시기가 빠른 편에 속하며 공간감과 색채의 조화 등 그에 상응하는 화풍상의 특징도 보여주고 있다. 여유로운 경물의 배치와 함께 일반 회화에서 볼 수 있는 수목의 자연스럽고 사실적인 표현기법 또한 18세기 전반의 팔상도나 감로왕도 등에서 종종 볼 수 있으며, 당시 또는 앞선 시기 일반회화와의 관계까지도 미루어 짐작해 볼 수 있다는 데 자료적 가치가 있다.

## 같이 보기
- 쌍계사
- 쌍계사팔상전 - 경상남도 유형문화재 제87호

## 참고 자료
- 쌍계사팔상전팔상탱 - 국가유산청 국가유산포털